# Тесленко Олександр Костянтинович
Тесленко Олександр Костянтинович (22 грудня 1948, Сталіно — 10 червня 1990, Київ) — український письменник-фантаст, журналіст, укладач збірників. З 1979 року член Спілки письменників України.

## Біографія
Народився 22 грудня 1948 року в Сталіно. Його батьки також письменники — Марія Лісовська та Костянтин Тесленко. Після закінчення середньої школи працював на деревообробному заводі, а потім санітаром у хірургічній клініці. Після закінчення в 1975 році Київського медичного інституту став лікарем-анестезіологом у клініці серцевої хірургії. У 1979 році, після виходу його першої книги «Дозвольте народитися», був прийнятий до Спілки письменників України.
Писати прозу почав іще студентом, перше своє оповідання опублікував у 1971 році, хоча його творчий шлях все-таки почався з поезії. Вірші писав ще в школі, а дебютував ліричною добіркою в альманасі «Вітрила». Потім надовго замовк. У цей час багато працював, знімав аматорські фільми, навіть намагався екранізувати власні повісті. Вмів слюсарювати, столярувати, ремонтував старі швейні машинки (і сам шив), розбирався у всіх електричних приладах, лагодив праски, телевізори, каміни, учив угорську мову, перекладав твори московських письменників-фантастів. З 1978 року працював старшим редактором відділу прози журналу «Дніпро», з 1985-го — на творчій роботі. Був секретарем Комісії Спілки письменників України з пригодницької й науково-фантастичної літератури. Учасник Всесоюзної зустрічі КЛФ (1988, Київ), III Всесоюзного семінару ВТО МПФ «Борисфен-88» (1988, Дніпропетровськ).

Могила Олександра Тесленка

В 1986 році в перші дні брав участь у ліквідації аварії на Чорнобильської АЕС, через що помер 10 червня 1990 року. Похований в Києві на Байковому кладовищі (ділянка № 33).
Після смерті письменника залишився незакінченим роман з символічною назвою «Як зустрітися з Богом?».

## Творчість
Більша частина фантастичної спадщини Олександра Тесленко присвячена вигаданій планеті Інкані — штучній планеті 142-го штучного зоряного метакаскада, побудованій в 2860 році за проектом головного конструктора Івана Чапола. Відстань до Землі — 527 мільйонів кілометрів, до Сонця — 417 мільйонів кілометрів. На той час людство крім Інкани побудувало ще кілька таких штучних планет, наприклад, сусідню Веріану. Освітлювали планету ракети-сонця, які запускали щодоби. Середня тривалість життя людей і кіберів на той час становила два сторіччя. А Земля стала величезним музеєм, де жило й працювало сім мільярдів чоловік і біокіберів. Ціль цього музею — зберегти для нащадків інформацію про те, як жили люди раніше.

### Книги
- Дозвольте народитися (1979, фантастичні оповідання та повість)
- Кут паралельності (1982, фантастичні оповідання та повість)
- Корида (1983, фантастичні оповідання та повість)
- Викривлений простір (1985, фантастичні оповідання та повість)
- Дьондюранг (1987, фантастичні оповідання та повість)
- Кам'яне яйце (1988, фантастичні повісті та оповідання)
- Шалата дика (1989, оповідання)
- Як зустрітися з Богом (199?, роман та повісті)

### Романи
- Як зустрітися з Богом (1989)

### Повісті
- Дьондюранг (1979)
- Танець діліаків (1982)
- Дощ (1982)
- Кут паралельності (1982)
- Випробування добром (1982)
- Світячи іншим… (1983)
- Діти Ніколіана (1983)
- Корида (1983)
- Викривлений простір (1985)
- Крокодил не хотів літати (1988)
- Модель абсолютно чорного тіла (1988)
- Кам'яне яйце (1988)

- Генерал передчуває (1988)
- Пилосос історії (1989)
- Решта залежить від нашої уяви (1989)
- Кольорові сни ідіота (1989)